# So What (Miles Davis)
"So What" is een compositie van Miles Davis. De eerste uitvoering ervan verscheen in 1959 op de elpee "Kind of Blue", die uitkwam op het label Columbia. De muzikanten waren Miles Davis (trompet), John Coltrane (tenorsax), Julian "Cannonball" Adderley (altsax), Bill Evans (piano), Paul Chambers (contrabas) en Jimmy Cobb (drums).  
"So What" is de eerste compositie in de jazzmuziek die volledig is gebaseerd op een modaal toonsysteem. "So What" is samengesteld uit twee modi: d-dorisch en eb-dorisch.

## Hitnoteringen

### NPO Radio 2 Top 2000
So What stond alleen in 2021 in de NPO Radio 2 Top 2000, op plek 1990.